# Drvorez
Drvorez (ili ksilografija) je grafička tehnika visoke štampe na drvenim pločama koje se režu specijalnim noževima uzduž vlakana drvenih ploča.

## Istorija

### Najraniji drvorezi na Istoku
Najraniji poznati odštampani drvorez je Diamond Sutra svitak, koga je odštampao Wang Chieh 868. godine naše ere. Ovaj kompleksni sklop figura i teksta, otkriven 1900. godine u istočnom Turkmenistanu, dozvoljava nam da pretpostavimo da su Kinezi praktikovali drvorez i ranije. Razvijajući se u narednim vekovima, kineska produkcija drvoreza je dostigla u 17. veku visok nivo, čiji su primeri složene knjige štampane u boji. Ove knjige su, stigavši u Japan, uticale na razvoj japanskih drvoreza (Ukijo-e).

### Počeci drvoreza na Zapadu
Slično kao na Istoku, i na Zapadu se drvorez razvija prvo kao način štampanja na tekstilu, a zatim i kao sredstvo rasprostranjivanja religije. U četrnaestom i petnaestom veku, kada je pismenost bila privilegija vladajućih klasa, nije bilo boljeg načina za širenje vere od slika koje su prikazvale život Hrista i svetaca. Zajedno sa početkom masovnije proizvodnje papira u Evropi cveta i upotreba drvoreza. Najraniji primer drvoreza na Zapadu je fragment Raspeća koji datira iz kasnog četrnaestog veka, koga nazivamo Bois Protat (Drvo Protat), pronađenog u jednom manastiru u istočnoj Francuskoj 1899. godine. Pretpostavlja se da je ova ploča drvoreza korišćena za štampanje tekstila sudeći po njenim dimenzijama. 
Pre nego što će 1450. godine Gutenberg imisliti princip štampanja pokretnih karaktera, ilustracije i tekst u knjigama su rezane u drvetu na istoj ploči. To su bile takozvane blok knjige, koje nestaju iz upotrebe po razvoju štamparije, kada raste potreba za ilustracijama u drvorezu koje će pratiti tekst. U tom trenutku se slikari počinju ineresovati za ovaj medij. Neki od njih su Martin Šongauer, Albreht Direr, Hans Holbajn Stariji, Hans Baldung Grin i Luka Kranah u Nemačkoj, Luka Van Lejden u Holandiji. Direr je izvršio najveći uticaj na umetnike tog vremena. Osim pojedinačnih radova, uradio je i serije drvoreza kao što su Apokalipsa ili Život Bogorodice. 
Već oko 1508. nastali su prvi drvorezi u boji, tehnika koju će uskoro prihvatiti umetnici kao Luka Kranah i Hans Burkmer. Ta tehnika, nazvana chiaroscuro (svetlo-tamno), sastoji štampanja više prolaza jedne iste boje u različitim tonovima, počev od najsvetlijeg. Tipičan predstavnik ove tehnike je Ugo Da Karpi.

### Nastanak tehnike drvoreza na pločama poprečnog preseka
Više o ovoj tehnici u članku Drvorez (na pločama poprečnog preseka)
Kako je raslo interesovanje za novootkrivene tehnike duboke štampe, bakroreza i bakropisa, smanjivalo se interesovanje velikih umetnika za drvorez. Tehnike duboke štampe su dozvoljavale veliki broj finih detalja i time zasenile mogućnodti drvoreza. Međutim, 1780. godine, Tomas Bevik razvija metodu drvoreza na tvrdim pločama dobijenim iz poprečnog preseka šimšira (Buxus). Na ravnoj, glatkoj površini tako dobijenih ploča, moguće je bilo izvođenje finih linija sa mnogo detalja koje se nisu oštećivale pri štampi. Tako izrađeni drvorezi su se mogli štampati u hiljadama istovetnih primeraka. Ova metoda je unela revoluciju u ilustraciju novina, knjiga, reklama, časopisa. 

### Ponovni uspon drvoreza
U devetnaestom veku u Parizu, japanski drvorezi su postali inspiracija mnogim savremenim umetnicima. Mnogi su uneli koncept Ukioy-e drvoreza u svoje radove. Iako na zalasku slave u Japanu, ovi drvorezi su ostvarili jak uticaj na evropsku avangardu. Pol Gogen, Van Gog, Meri Kasat, Anri de Tuluz-Lotrek, Džejms Vistler, (Edgar Dega, Eduar Mane, Kamij Pisaro, prihvatili su uticaj asimetrične kompozicije, jakog crteža i stilizovanih formi japanskih drvoreza, kao i ravne površine boje, šare, i liniju kao sastavni deo kompozicije. Uticaj se osetio kako u njihovim slikama, tako i u grafičkim radovima umetnika. Najistaknutiji predstavnici novog uspona drvoreza su svakako Pol Gogen i Eduard Munk.
Za dalji razvoj i uspon drvoreza su zaslužni nemački ekspresionisti i grupa Most (Die Brucke). Ovi umetnici su se okrenuli jednostavnosti i ekspresivnosti ove tehnike nastale u srednjem veku, i u njoj pronašli sredstvo snažnog izraza. Erih Hekel, Karl Šmit Rotluf, Ernst Ludvig Kirhner, Emil Nolde, Oto Miler su pripadnici ove grupe koji su se oprobali u tehnici drvoreza. Oni su uticali na umenike kao što su Kate Kolvic. I za članove grupe Plavi jahač (Die Blaue Reiter), Kandinski, Klea, Franca Marka, Javlenskog, drvorez je predstavljao značajan medij njihovog umetničkog izražavanja.

## Tehnika
Kod drvoreza, grafička slika se urezuje pomoću specijalnih noževa u glatku ploču drveta. Površina koju želimo odštampati, a koja predstavlja crtež, se ne izrezuje, već se noževima uklanjaju površine koje pri štampi ostaju nenabojene, osnosno bele. Tako izrezana ploča se nabojava valjkom i štamparskom bojom i zatim se otiskuje, ručno ili uz pomoć prese za visoku štampu. Ručno štampanje je karakterističnije za praksu drvoreza na Istoku, dok je na Zapadu u te svrhe najčešće korišćena presa.

### Alati
Alat koji se koristi u tehnici drvoreza je sličan alatima tehnike duboreza. Sastoji se od noževa i dleta raznih veličina i širina U i V preseka, kao i ravnih dleta za odstranjivanje ostataka rezanja. Osim ovih osnovnih, može se koristiti i dugi niz drugih alata, u zavisnosti od efekta i tekstura koje želimo postići.

### Ploča
U tehnici drvoreza se mogu koristiti ploče od raznog drveta. Na umetniku je da odabere drvo koje mu odgovara, a čiju teksturu katkad može uspešno uklopiti u svoj umetnički izraz. Najčešće se koriste ploče izrađene od jelovine, topole, trešnje, kruške i sl. Dok je jelovina najmekša za obradu, trešnja svojom tvrdoćom pruža mogućnosti za detaljniji crtež. Ploča mora biti ravna i glatka i sa što manje čvorova, osim ako ne želimo da u štampi dođe do izraza tekstura i priroda drveta. 

### Rad na ploči
Crtež se na ploču može nanositi na više načina. Jedan od uobičajenijih je direktno crtanje četkom i tušem. Postoje takođe i mnogobrojni načini prenošenja crteža sa drugih vrsta podloga, recimo sa papira, zatim sa fotokopije, putem indigo papira i sl. Crtež je moguće i direktno urezivati bez prethodno razvijenog predloška. U tom slučaju se ploča još neizrezana nabojava crnom štamparskom bojom, tako da je tokom procesa rezanja odmah jasno uočljiv krajnji rezultat. 
Noževi u drvorezu služe prvenstveno za obsecanje linija, dok se dleta koriste uglavnom za odstranjivanje onih delova između linije koje ne želimo štampati. Kod direktnog rezanja, dleta se često koriste kao osnovno sredstvo za postizanje crteža, uz obično veliku ekspresivnost krajnjeg rezultata. Za ovaj metod je ipak potrebno da umetnik ima jasan koncept u glavi i da precizno vlada tehnikom. Ispravka greški je moguća, ali je vrlo komplikovana. Ona se vrši umetanjem komada drveta tamo gde želimo restaurirati površinu ploče.

### Boja i papir
Nabojavanje crteža se vrši gumenim valjcima, uz korišćenje štamparske boje, na uljanoj ili vodenoj bazi. Štamparske boje za visoku štampu se kupuju u tubama ili u kanticama. Vodene boje se pogotovu koriste u tehnici japanskog drvoreza.
Za štampu se može korisititi bilo koji papir, ali najbolje rezultate daje ručno rađeni japanski papir. Ovaj papir se ne kvasi prilikom štampanja. U zavisnosti od efekta koji želimo postići, mogu se koristiti i druge vrste papira, koje se koriste i u nekim drugim grafičkim tehnikama, koje pri štampi kvasimo ili ne.

### Štampanje
Štampanje drvoreza se može vršiti ručno ili presom, vertikalnom tipografskom, presom za duboku štampu ili specijalno prilagođenom litografskom presom. Ručna metoda, iako teža i napornija, dozvoljava manipulacije u vezi intenziteta otiska, dok presa daje otiske uniformnog intenziteta. Ručna metoda je karakterističnija za tehniku japanskog drvoreza. Presa je idealna kao metod kod većih tiraža, ali ona zahteva da je ploča drvoreza idealno ravna i konstantne debljine.

## Drvorez u boji
Drvorez u boji se postiže upotrebom većeg broja matrica, po jednu za svaku boju (prolaz). Redosled štampanja zavisi od željenog efekta, mada se po pravilu štampa od najsvetlije do najtamnije boje. Mogu se korisitit pokrivne boje, ili se isto tako preklapanjem transparentnih boja može dobiti više nijansi sa manjim brojem prolaza. Tako štampajući plavom i žutom transparentnom bojom dobijamo u njihovim preklopima zelenu boju, odnosno drvorez u tri boje sa samo dve ploče. Upotrebom tri ploče za tri osnovne boje, možemo dobiti ceo spektra, uz upotrebu eventualno četvrte ploče za crnu boju u najtamnijim tonovima. 
Pri štampanju iz viđe prolaza, pažnja se mora obratiti na dobro uklapanje prolaza, ili „pasovanje“, mada se interesantni efekti mogu postići i namernim nepreciznim uklapanjem prolaza. Ovo se postiže upotrebom niza različitih metoda, u zavisnosti od formata i preferenci samog umetnika ili štampara. Pri nabojavanju ploče se takođe čogu postići interesantni efekti, ako se na valjak istovremeno nanosi više boja. Štamparske boje postoje u velikom nizu nijansi, na uljanoj ili vodenoj bazi. 

## Metoda japanskog drvoreza
Metoda japanskog drvoreza se bazira na istom principu kao i evropski drvorez, uz neke različitosti pri rezanju, štampanju, upotrebi boje, kao i po vrsti o formatima papira koji se koriste. Japanski drvorez koristi boje na vodenoj bazi, uz obilato korišćenje direktnog nabojavanja četkom radi postizanja efekata i prelaza. Vešti japanski štampari su uspevali da ovom ručnom metodom nabojavanja postignu tiraže istovetnih otisaka. Kod japanskog drvoreza veliku ulogu igra i izbor formata i vrste papira na kome će se štampati. 

## Literatura
1. Dževad Hozo, Umjetnost multioriginala, Prva književna komuna Mostar, 1988.
2. Jörge de Sousa Noronha, L’estampe, objet rare, Alternatives, Paris, 2002.
3. Print-making techniques, Octopus books, London, 1982.
4. John Ross, Clare Romano, Tim Ross, The Complete printmaker, The Free Press, New York, 1990.

## Spoljašnje veze
- Edukativna interaktivna prezentacija koja objašnjava principe grafičkih tehnika i proces izrade grafičkog lista (Muzej moderne umetnosti u Njujorku)